# Merkez
Merkez ist das türkische Wort für Mitte, Zentrum. Es bezeichnet unter anderem die Stadtmitte (Şehir merkezi) oder Einkaufszentren. Auch die Hauptmoschee einer Stadt oder eines Stadtbezirks wird Merkez Camii genannt. Merkez ist ein Lehnwort aus dem arabischen مركز / markaz.
In der türkischen Verwaltungsgliederung wird der zentrale Bezirk (İlçe) einer Provinz (İl), zu dem die Provinzhauptstadt gehört, als Merkez bezeichnet. Im Unterschied zu den anderen İlçe der jeweiligen Provinz ist er nicht einem Kaymakam, sondern direkt dem Provinzgouverneur (Vali) unterstellt. Eine Ausnahme bilden die 30 Provinzen, deren Hauptstadt eine Großstadtkommune (büyükşehir belediyesi) bildet, die in mehrere İlçe aufgeteilt ist.
Früher, als die İlçe in Bucaks unterteilt waren, wurde der zentrale Bucak, in dem der Kaymakam seinen Sitz hatte, ebenfalls als merkez bezeichnet wird. Heute gibt es Bucaks als reale Verwaltungseinheiten nicht mehr.

## Merkez in anderen Sprachen bzw. Sprachfamilien
Das Wort merkez wird auch in anderen turkischen Sprachen wie in Aserbaidschan, Turkmenistan bis Usbekistan als Wort für eine Zentrale angewandt. Die Notenbanken der genannten Länder werden jeweils als Zentralbanken (merkazi bank in Variationen) bezeichnet. Ebenso werden die Notenbanken der arabischsprechenden Länder und Somalias jeweils als merkezi bank tituliert. Das Gleiche gilt für die Zentralbank des Iran. Daneben gibt es eine iranische Provinz Markazi.